# Bartosz Schmidt (siatkarz)
Bartosz Schmidt (ur. 3 czerwca 1991 w Dąbrowie Górniczej) – polski siatkarz, grający na pozycji środkowego.

## Życiorys
Jest wychowankiem MKS-u Będzin, a sezon 2009/2010 spędził w TS Siemianowice Śląskie. W 2011 roku przeszedł do Aluronu Warty Zawiercie, z którą w 2013 roku awansował do II ligi. Następnie występował w Płomieniu Sosnowiec. W 2015 roku został zawodnikiem MCKiS Jaworzno. W 2018 roku wywalczył z tym klubem awans do I ligi. Rok później powrócił do MKS Będzin. W barwach tego klubu rozegrał 26 spotkań w PlusLidze. W 2021 roku, po spadku MKS do I ligi, przeszedł do UKS Mickiewicz Kluczbork.

## Sukcesy klubowe
Mistrzostwo II Ligi:
- 2018

Mistrzostwo I Ligi:
- 2023[5]